# Наместово

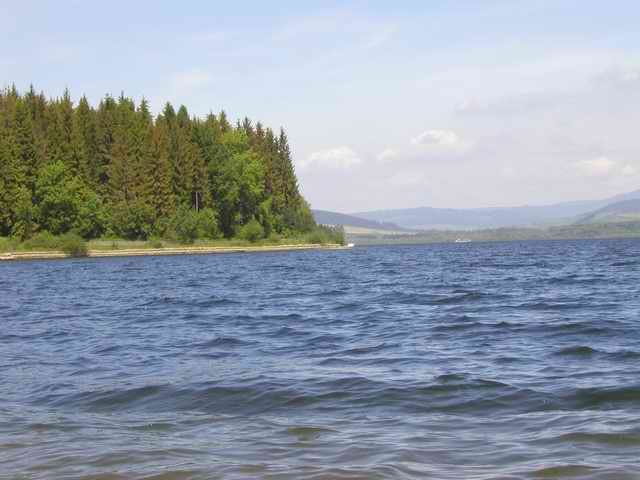
Оравское водохранилище

На́местово (словац. Námestovo, венг. Námesztó) — город в северной Словакии, расположенный у подножья Оравской Магуры. Население — около 8 тыс. человек.

## Общие сведения
Первое письменное упоминание о городе датируется 1557 годом. Климат, определяемый во многом Оравским водохранилищем, теплый с несильным теплым ветром. Местность, по которой протекает река Белая Орава, является охраняемой природной территорией. 
Туристический центр Горной Оравы окружен горами — Оравской Магурой и Подбескидским Нагорьем.
Из этого региона вышли видные деятели Словакии, как, например, Антон Бернолак, Мило Урбан, Ян Войташак и здесь же работал известный словацкий поэт, писатель и драматург Павол Орсаг Гвездослав.

## Районы города
- Стред (Центр)
- Бреги
- Чрхле
- Наместово
- Предмостье
- Сланица I и II
- Сланицка Осада
- Прьемысльна зона
- Военске

Как части города перестали существовать районы Сланица и Наместовске Пилско.

## Водные ресурсы
Наместово находится на берегах Оравского водохранилища. Крупнейшей рекой является Белая Орава, которая в устье разветвляется на несколько, более мелких, потоков.  

Наиболее важные водотоки в городе: Клинец, Михаловка и Олений ручей.

## История
Заселение северной части Оравы было начато в середине XVI века, когда произошла смена землевладельческих отношений в этом регионе. До этого земли принадлежали королю и были в пользовании его вельмож. В 1556 году земли были отданы во владение Франё Турзо начальнику тюрьмы, бывшему епископу Нитры. Новые владельцы замка достаточно быстро начали заселять окрестности и строить деревни, в том числе и Наместово. В 1557 году Ференц Турзо выдает документ, основанный на валашском праве, о поселении Наместово, двенадцати его жителям. В 1612 году местный вельможа Дьёрдь Турзо заложил в Наместово лютеранскую кирху и школу. Выгодное расположение на знаменитом солевом пути на торговые рынки Польши явилось одним из решающих факторов быстрого экономического развития Наместово, в результате которого в XVIII веке, 14 июня 1776 года, императрица Мария Терезия наделяет поселение городскими правами и предоставляет торговые привилегии. В XIX веке город становится центром индустрии и торговли, а начале XX века и центром культурной и политической жизни Горной Оравы. В конце Второй мировой войны, 2 апреля 1945 года во Поливальный понедельник, город был разрушен, а в боях погибло 64 жителя города.  
 Жизнь города резко изменилась с постройкой Оравского водохранилища в 1953 году. В результате строительства две трети города оказались затоплены. Расширение Наместово в семидесятых годах XX века определило рост промышленности и строительства жилья. На сегодняшний день население Наместово составляет примерно 8000 человек и с 1996 года город является местным центром Горной Оравы.

## Наместово и окрестности в древние времена
В период плейстоцена на территории Северной Словакии был создан весьма холодный экстремальный климат. Но в 1983 году вблизи Оравского водохранилища были случайно найдены обломки каменных орудий, которые показали, что уже в тот период эти земли были заселены. Проведению масштабных археологических исследований мешает близость Оравского водохранилища. Ученые предполагают, что прибой, создаваемый Оравским водохранилищем с момента его постройки, мог частично разрушить пляжи побережья и оригинальные террасы с естественными и речными отложениями. Их стертые части можно определить как остатки поселений каменного века.

## Население
| Год:                | 1994 | 2004    | 2014    | 2024    |
| ------------------- | ---- | ------- | ------- | ------- |
| Количество человек: | 7839 | 8111    | 7888    | 7355    |
| Разница:            |      | +3,46 % | −2,74 % | −6,75 % |

| Этнический состав - Словаки — 98,65 % - Чехи — 0,52 % - Венгры — 0,06 % - Румыны — 0,06 % - Русские — 0,02 % - Украинцы — 0,01 % - и другие | Религиозный состав - римские католики — 92,12 % - атеисты — 4,95 % - лютеране — 0,84 % - греко-католики — 0,21 % - православные — 0,01 % - и другие |

## Культура
Периодически устраиваются выставки картин, керамики и других искусств. Часто летом организовываются концерты классической и популярной музыки.

## Архитектура
Исторический центр в Наместово отсутствует — его затопило после строительства Оравского водохранилища. 

Важнейшим памятником архитектуры является Сланицкий римско-католический костёл, построенный в XVIII веке и находящийся на Сланицком острове. В настоящее время в костёле существуют постоянные выставки народного искусства, скульптур и картин Оравы. 

В Наместово сохранились деревянные и каменные дома XIX века.

## Спорт
Воды Оравского водохранилища и окружающая природа дают широкие возможности для развития спорта. Широко распространены рыбалка, плавание, серфинг, парусный спорт, туризм, охота. Во время летнего туристического сезона в Наместово проходят международные соревнования — Чемпионат Европы и Чемпионат Мира по плаванию на быстроходных моторных лодках.

## Образование
В Наместово находится семь среднеобразовательных школ: Гимназия Антона Бернолака, Академия гостиничного сервиса, Бизнес-академия, Ассоциированная средняя школа, Частная средняя школа бизнеса EDUCO NO, Среднее профессиональное строительное училище, Частная средняя профессиональная школа EDUCO NO. Есть три начальные школы, специальная школа и три начальные школы искусств.    